# Тіпсірми
Тіпсірми́ (рос. Типсирмы, чув. Типçырма) — присілок у складі Чебоксарського району Чувашії, Росія. Входить до складу Сіньяльського сільського поселення.
Населення — 217 осіб (2010; 227 у 2002).
Національний склад:
- чуваші — 95 %

Стара назва — Тіпсірма.